# A mis amigos
A mis amigos es el nombre del decimonoveno álbum de estudio del cantautor español José Luis Perales, siendo el director de producción José Luis Gil. Fue publicado en 1990 por la discográfica Sony Music bajo el sello CBS, siendo el cuarto bajo este sello.
El nombre de este álbum se debe a que José Luis Perales interpreta algunas de las canciones escritas e interpretada para y por otros cantantes. De este álbum se desprende el sencillo: Pensando en ti (1990).

## Listado de canciones

### Disco de vinilo
| Lado A |                                                                 |                                                    |          |  |
| N.º    | Título                                                          | Música                                             | Duración |  |
| 1.     | «Brindaremos por él» (Interpretada inicialmente por Massiel)    | Eddy Guerin (Dirección de orquesta y Arreglos)     |          |  |
| 2.     | «Morir de amor» (Interpretada inicialmente por Miguel Bosé)     | Nick Ingman (Dirección de orquesta y Arreglos)     |          |  |
| 3.     | «Ámame» (Interpretada inicialmente por Raphael)                 | Eddy Guerin (Dirección de orquesta y Arreglos)     |          |  |
| 4.     | «Le llamaban loca» (Interpretada inicialmente por Mocedades)    | Nick Ingman (Dirección de orquesta y Arreglos)     |          |  |
| 5.     | «Pensando en ti» (Interpretada inicialmente por Isabel Pantoja) | Graham Preskett (Dirección de orquesta y Arreglos) |          |  |

| Lado B |                                                                         |                                                    |          |  |
| N.º    | Título                                                                  | Música                                             | Duración |  |
| 1.     | «Porque te vas» (Interpretada inicialmente por Jeanette)                | Eddy Guerin (Dirección de orquesta y Arreglos)     |          |  |
| 2.     | «De quién será la culpa» (Interpretada inicialmenete por Rocío Jurado)  | Graham Preskett (Dirección de orquesta y Arreglos) |          |  |
| 3.     | «Si no estuvieras tú» (Interpretada inicialmente por José Luis Perales) | Eddy Guerin (Dirección de orquesta y Arreglos)     |          |  |
| 4.     | «Te quiero tanto» (Interpretada inicialmente por Iván)                  | Nick Ingman (Dirección de orquesta y Arreglos)     |          |  |
| 5.     | «Siéntate»                                                              | Eddy Guerin (Dirección de orquesta y Arreglos)     |          |  |

### Casete
| Lado A |                                                                 |                                                    |          |  |
| N.º    | Título                                                          | Música                                             | Duración |  |
| 1.     | «Brindaremos por él» (Interpretada inicialmente por Massiel)    | Eddy Guerin (Dirección de orquesta y Arreglos)     |          |  |
| 2.     | «Morir de amor» (Interpretada inicialmente por Miguel Bosé)     | Nick Ingman (Dirección de orquesta y Arreglos)     |          |  |
| 3.     | «Ámame» (Interpretada inicialmente por Raphael)                 | Eddy Guerin (Dirección de orquesta y Arreglos)     |          |  |
| 4.     | «Le llamaban loca» (Interpretada inicialmente por Mocedades)    | Nick Ingman (Dirección de orquesta y Arreglos)     |          |  |
| 5.     | «Pensando en ti» (Interpretada inicialmente por Isabel Pantoja) | Graham Preskett (Dirección de orquesta y Arreglos) |          |  |

| Lado B |                                                                         |                                                    |          |  |
| N.º    | Título                                                                  | Música                                             | Duración |  |
| 1.     | «Porque te vas» (Interpretada inicialmente por Jeanette)                | Eddy Guerin (Dirección de orquesta y Arreglos)     |          |  |
| 2.     | «De quién será la culpa» (Interpretada inicialmenete por Rocío Jurado)  | Graham Preskett (Dirección de orquesta y Arreglos) |          |  |
| 3.     | «Si no estuvieras tú» (Interpretada inicialmente por José Luis Perales) | Eddy Guerin (Dirección de orquesta y Arreglos)     |          |  |
| 4.     | «Te quiero tanto» (Interpretada inicialmente por Iván)                  | Nick Ingman (Dirección de orquesta y Arreglos)     |          |  |
| 5.     | «Siéntate»                                                              | Eddy Guerin (Dirección de orquesta y Arreglos)     |          |  |

### CD
| N.º   | Título                                                                  | Música                                             | Duración |  |
| 1.    | «Brindaremos por él» (Interpretada inicialmente por Massiel)            | Eddy Guerin (Dirección de orquesta y Arreglos)     | 3:44     |  |
| 2.    | «Morir de amor» (Interpretada inicialmente por Miguel Bosé)             | Nick Ingman (Dirección de orquesta y Arreglos)     | 3:06     |  |
| 3.    | «Ámame» (Interpretada inicialmente por Raphael)                         | Eddy Guerin (Dirección de orquesta y Arreglos)     | 5:10     |  |
| 4.    | «Le llamaban loca» (Interpretada inicialmente por Mocedades)            | Nick Ingman (Dirección de orquesta y Arreglos)     | 3:56     |  |
| 5.    | «Pensando en ti» (Interpretada inicialmente por Isabel Pantoja)         | Graham Preskett (Dirección de orquesta y Arreglos) | 3:58     |  |
| 6.    | «Porque te vas» (Interpretada inicialmente por Jeanette)                | Eddy Guerin (Dirección de orquesta y Arreglos)     | 2:27     |  |
| 7.    | «De quién será la culpa» (Interpretada inicialmenete por Rocío Jurado)  | Graham Preskett (Dirección de orquesta y Arreglos) | 3:54     |  |
| 8.    | «Si no estuvieras tú» (Interpretada inicialmente por José Luis Perales) | Eddy Guerin (Dirección de orquesta y Arreglos)     | 3:29     |  |
| 9.    | «Te quiero tanto» (Interpretada inicialmente por Iván)                  | Nick Ingman (Dirección de orquesta y Arreglos)     | 3:36     |  |
| 10.   | «Siéntate»                                                              | Eddy Guerin (Dirección de orquesta y Arreglos)     | 4:14     |  |
| 38:34 |                                                                         |                                                    |          |  |

## Créditos y personal

### Músicos
- Dirección de orquesta y arreglos musicales:
  - Eddy Guerin
    - Lado A: 1 y 3
    - Lado B: 1, 3 y 5

  - Graham Preskett
    - Lado A: 5
    - Lado B: 2

  - Nick Ingman
    - Lado A: 2 y 4
    - Lado B: 4

### Personal de grabación y posproducción
- Todas las canciones compuestas por José Luis Perales
- Edición de las letras: Editorial TOM MUSIC S.L.
- Compañía discográfica: CBS Internacional, A&R Development; Nueva York, Estados Unidos.
- Productor: José Luis Gil

### Créditos y personal
- Perales, José Luis (2012). «DISCOGRAFÍA - A MIS AMIGOS». Archivado desde el original el 26 de abril de 2012. Consultado el 15 de enero de 2013.

- Datos: Q5654411